# Terence Millin
Terence John Millin (* 9. Januar 1903 in Helen’s Bay, County Down; † 1980) war ein irischer Urologe und Chirurg.
Millin studierte am St. Andrew’s College und Trinity College in Dublin und studierte Medizin am Middlesex Hospital und Guy’s Hospital in London. Er war Senior House Surgeon am General Hospital in Northampton und Assistant Surgeon am Sir Patrick Dun’s Hospital in Dublin, bevor er nach London ging, wo er als Chirurg mit Spezialisierung auf den Urogenitalbereich praktizierte. 
Millin entwickelte eine chirurgische Methode gegen männliche Inkontinenz und war schon in den 1940er Jahren ein Experte für Transurethrale Resektionen. 1945 veröffentlichte er in The Lancet eine Arbeit, die die retropubische Prostatektomie einführte als Alternative zu der bis dahin vom amerikanischen Chirurgen  Hugh Hampton Young propagierten perinealen Prostatektomie. 1945 führte er die erste retropubische Prostatektomie aus. 
Er erhielt die St. Peter’s Medal der British Association of Urological Surgeons (BAUS)  und war deren Präsident. Er war Ehrenmitglied der Irish Society of Urology und der urologischen Sektion der Royal Society of Medicine. 1954 erhielt er den Amory Prize.